# Alte Lieferinger Pfarrkirche

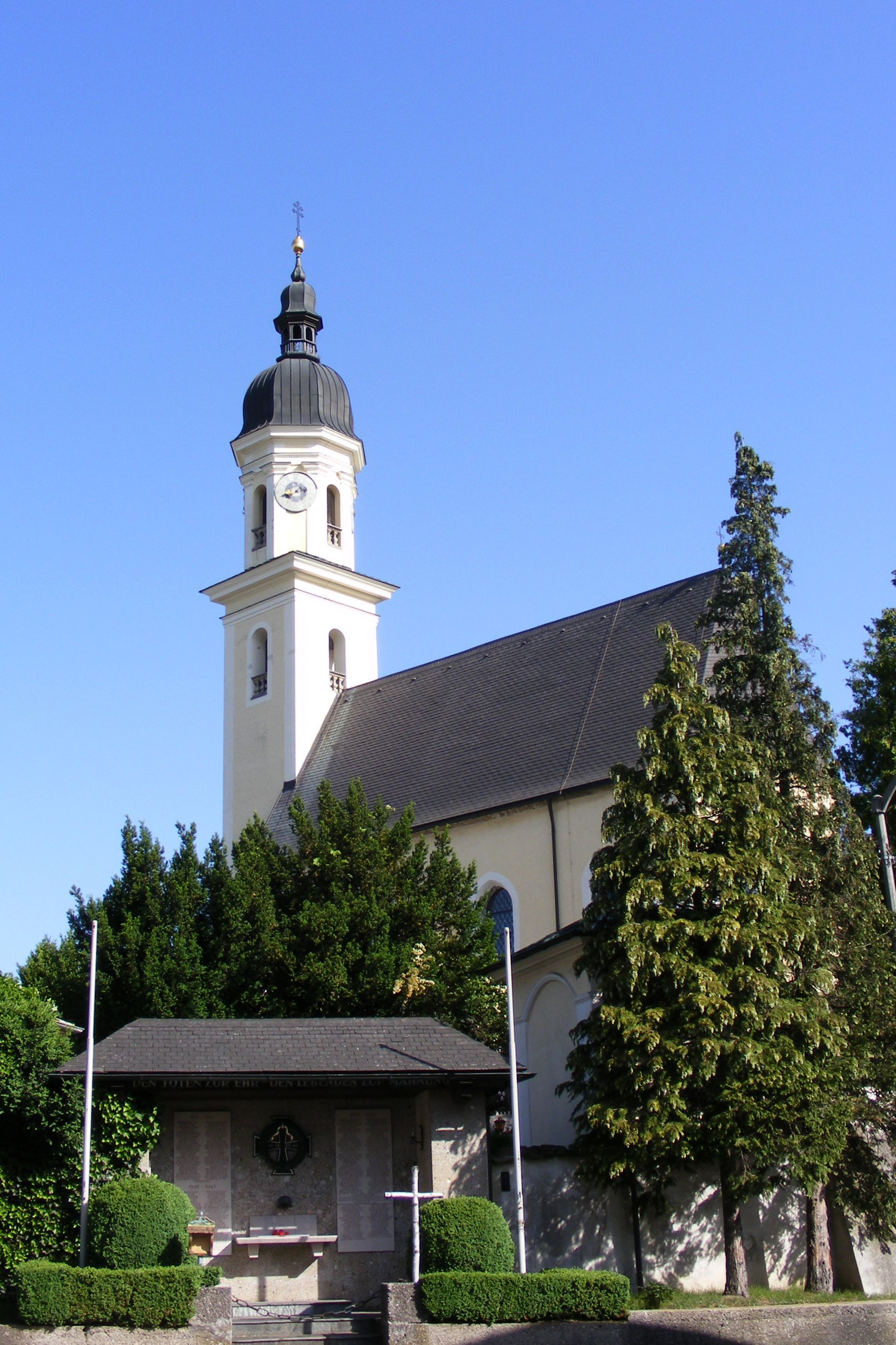
Alte Lieferinger Pfarrkirche

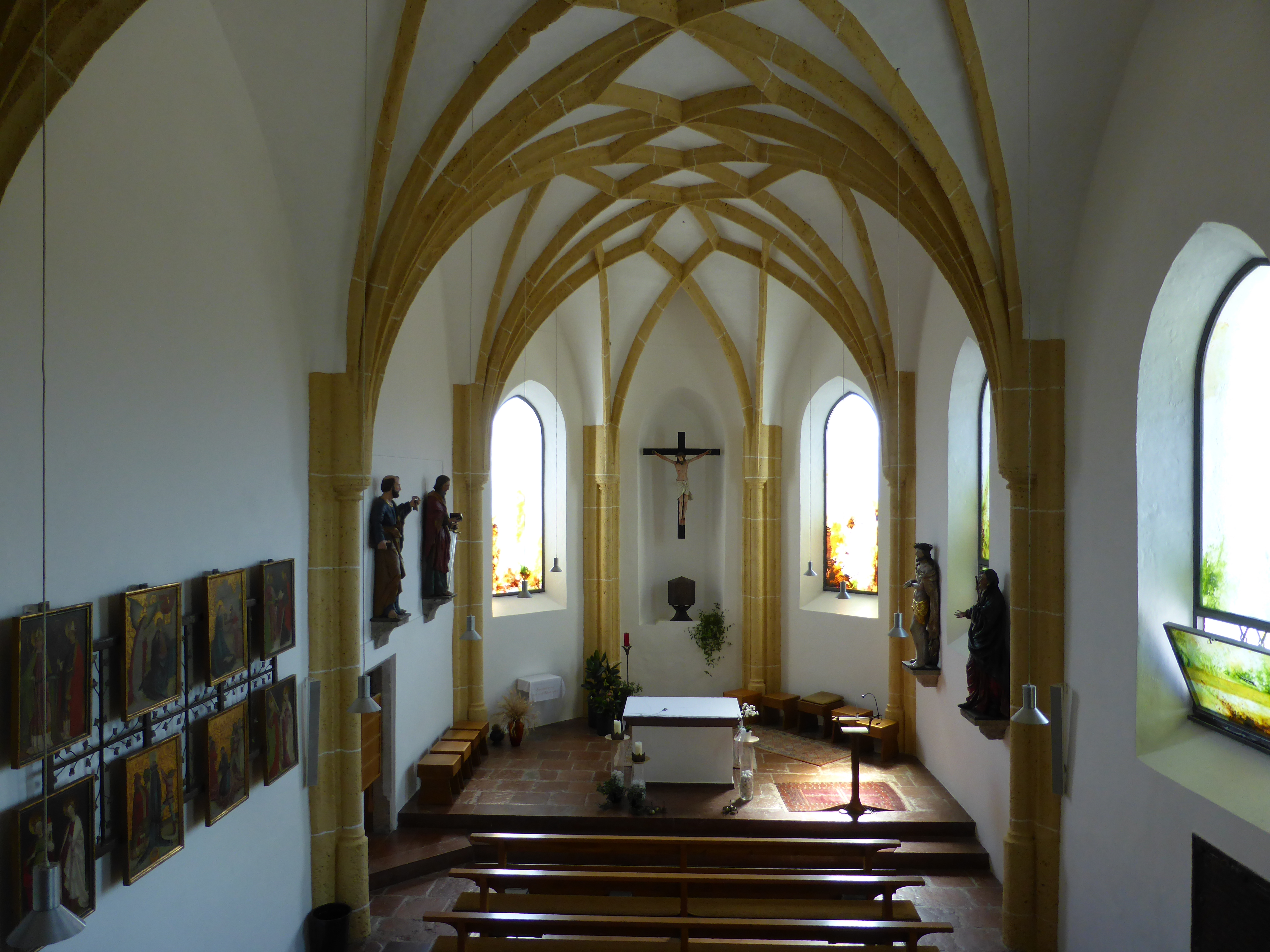
Innenraum

Die römisch-katholische Lieferinger Pfarrkirche steht in Liefering, einem Stadtteil von Salzburg, erhöht im historischen Ortszentrum. Sie trägt das Doppelpatrozinium der Apostel Petrus und Paulus. 
Ihr barocker Kirchturm ist weithin zu sehen. Die ältesten Baureste reichen bis ins frühe 8. Jahrhundert zurück. Auch Reste eines romanischen Saalbaus wurden unter dem Fußboden der Kirche ausgegraben. Urkundlich ist die Kirche seit 790 belegt. Lange war sie eine Filialkirche von Siezenheim. Der heutige gotische Bau mit seinem hohen, von einem Netzrippengewölbe bekrönten Kirchenschiff wurde 1516 geweiht. 
Bemerkenswert sind die acht Altarbilder vom spätgotischen Hochaltar, die um 1465 vom sog. Meister von Liefering geschaffen wurden. Sie sind heute an der Nordwand des Kirchenraums angebracht. Spätbarocke Altäre wurden 1791 gefertigt. Auch sie wurden bei einer späteren Umgestaltung entfernt. Seit 1940 ist das Gotteshaus Pfarrkirche.